# Грищенко Іван Михайлович
Іван Михайлович Грищенко (нар. 11 листопада 1956, Камінь Кролевецький район Сумська область) — український науковець, економіст, доктор економічних наук, професор, академік Національної академії педагогічних наук України. Народний депутат України 1-го скликання (1990—1994). Заслужений працівник освіти України, державний службовець 1 рангу. Ректор Київського університету технологій та дизайну (з 2010). Почесний доктор наук Хмельницького національного університету.

## Біографія
Народився 11 листопада 1956 року в с. Камінь Кролевецького району Сумської області в селянській родині. Трудову діяльність розпочав у 15 років різноробом колгоспу імені Жданова Кролевецького району, Сумської області. Закінчив Українську сільськогосподарську академію у Києві (нині — Національний університет біоресурсів і природокористування України) за спеціальністю інженер-механік. та економіст — організатор. Після закінчення академії з 1979 року — головний інженер колгоспу імені Ковпака Кролевецького району, Сумської області. У віці 24 років обраний головою колгоспу імені Жданова Кролевецького району (с. Камінь). Упродовж 1986—1988 років — слухач Вищої партійної школи при ЦК КПУ.
1988 року у Львівському сільськогосподарському інституті І. М. Грищенко захистив кандидатську дисертацію з економіки. Докторську дисертацію на тему «Науково-методологічні засади комплексного управління комерційним посередництвом» захистив 2008 року у Науково-дослідному економічному інституті (НДЕІ).
1988 року обраний другим, а через рік — першим секретарем Кролевецького райкому партії. 1990 року обраний головою Кролевецької районної Ради народних депутатів і виконкому. Обраний народним депутатом України по мажоритарному Кролевецькому виборчому округу № 350 (1990). З 1994 року — начальник Главку з забезпечення нафтопродуктами АПК у Державному концерні «Украгротехсервіс» (Київ), директор фірми «Агроенерго», заступник Голови правління концерну. З 1999 року працював на посадах в корпорації «Агротех» (Київ) Віце-президентом корпорації, директором фірми, заступником Голови правління корпорації. Обіймав посаду проректора з економічних питань та перспективного розвитку Київського національного університету технологій та дизайну (2003—2008). Працював заступником директора з науково-інноваційної роботи Інституту вищої освіти Національної академії педагогічних наук України (2008—2010). З 2010 року — ректор.
Голова редколегії наукового журналу «Вісник КНУТД», Голова редколегії наукового електронного журналу «Технології та дизайн», Голова редколегії наукового журналу «Менеджмент» та «Легка промисловість», член редакційної колегії фахового журналу «Економіка і управління», член редакційної колегії фахового журналу «Економіка і держава», член редакційної колегії фахового журналу «Ринок праці і зайнятість населення». 2015 року обраний членом виконкому Спортивної студентської спілки України, член президії товариства «Знання України».
Почесний громадянин Кролевеччини. Нагороджений орденом «За заслуги» III ступеня, Почесною Грамотою Верховної Ради України, Почесною Грамотою Національної академії наук України, Знаками Міністерства освіти і науки України: «Відмінник освіти України» та «Петро Могила», Знаком «Ушинський К. Д.» НАПН України та іншими.
Державна премія України в галузі науки і техніки 2013 року

## Джерело
- Грищенко Іван Михайлович. archive.nbuv.gov.ua. Національна бібліотека України імені В. І. Вернадського. Архів оригіналу за 17 серпня 2013. Процитовано 16 грудня 2023.